# Gérard Joseph
Gérard Joseph   (Haití, 22 d'octubre de 1949) fou un futbolista haitià de la dècada de 1970.
Fou 2 cops internacional amb la selecció d'Haití amb la qual participà en la Copa del Món de futbol de 1974.
Pel que fa a clubs, destacà a Racing Club Haïtien.